# 楊德瑞
楊德瑞（1912年5月25日—？），越南共和國司法人物，曾出任越南共和國司法部長。:796

## 生平
1912年5月25日，楊德瑞出生於越南北部富壽省。:796
1937年，楊德瑞畢業於河內大學法學系。:796
1975年越南共和國滅亡後，楊德瑞死於再教育營中。

## 個人生活
根據1974年出版的《越南名人錄》，楊德瑞是佛教徒，已婚，有兩個子女。:796

## 榮譽
- 保國勳章[3]:796
- 司法佩星[3]:796
- 彰美佩星[3]:796